# Jeanette Buerling

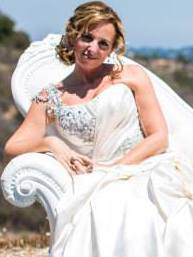
Jeanette Buerling, 2018

Jeanette Buerling (* 15. November 1964 in Düren) ist eine deutsche Filmproduzentin, die in Hollywood arbeitet.
Buerling besuchte in Düren die Realschule Bretzelnweg, das Burgau-Gymnasium und die Höhere Handelsschule. Sie studierte Betriebswirtschaft an der Fachhochschule Köln und arbeitete nach dem Studium als Sekretärin bei RTL in Köln. 1989 wurde sie Produktionsassistentin und betreute beispielsweise die Sendungen Traumhochzeit und Der Preis ist heiß. 1992 ging sie für ein dreimonatiges Praktikum nach Amerika. Danach arbeitete sie als Produzentin in München. 1999 bekam sie eine Green Card und zog nach Los Angeles. Dort studierte sie an der University of Southern California Dramaturgie und Drehbuchentwicklung. 2004 wurde sie in die Entertainmentabteilung der Far East National Bank in Los Angeles eingestellt. Dort realisierte sie 41 Fernseh- und Filmprojekte für große Studios wie Fox Broadcasting Company, Warner Bros. oder Walt Disney Pictures und verschiedene US-Fernsehsender. 
Im Jahre 2008 gründete sie in Beverly Hills die Filmfinanzierungs- und -produktionsfirma Magnet Media Group (MMG). Diese Firma unterhält Büros in London, Köln und München.
Sie ist weiterhin als internationale Filmfinanzexpertin bekannt und hat u. a. zusammen mit dem „Film Festival Zuerich“ und dem amerikanischen „Variety Maganize“ 2010 das „Film Finance Forum Zurich“ ins Leben gerufen. Sie ist Co-Chair des Film Finance Forums Zuerich. 

## Filmografie (Auswahl)
- 1990 Architekt Pervers (Porno)
- 1991 Geile Nachbarn (Porno)
- 1996: Kreis der Angst
- 2010: Timsehare
- 2010: The Experiment
- 2010: 13
- 2012: Dark Tide